# Bannalec
Bannalec (bretonsko Banaleg) je naselje in občina v severozahodnem francoskem departmaju Finistère regije Bretanje. Naselje je leta 2011 imelo 5.513 prebivalcev.

## Geografija
Kraj leži v pokrajini Cornouaille 33 km jugovzhodno od Quimperja.

## Uprava
Bannalec je sedež istoimenskega kantona, v katerega sta poleg njegove vključeni še občini Melgven / Mêlwenn in Le Trévoux / An Treoù-Kerne z 10.367 prebivalci.
Kanton Bannalec je sestavni del okrožja Quimper.

## Pobratena mesta
- Castleisland (Irska);